# Cylindromyrmex godmani
Cylindromyrmex godmani är en myrart som beskrevs av Auguste-Henri Forel 1899. Cylindromyrmex godmani ingår i släktet Cylindromyrmex och familjen myror. Inga underarter finns listade i Catalogue of Life.